# КЛООП
«КЛООП» — фельетон Ильи Ильфа и Евгения Петрова, высмеивавший неизвестно чем занимающиеся советские учреждения. Опубликован в газете «Правда» от 9 декабря 1932 года.

## Сюжет
Двое граждан, которых авторы назвали «Зевака» и «Лентяй», видят на здании вывеску «КЛООП» и решают выяснить, чем же занимаются люди в учреждении со столь диковинным названием. Но ни учрежденская стенгазета, ни собрание служащих, ни беседы с ними не позволили раскрыть эту тайну. Даже председатель «КЛООПа» не только не смог сказать, чем занимается это учреждение, но и не знал, как расшифровывается его название.

## Отзывы
По поводу этой новеллы-фельетона в «Правду» и в адрес Ильфа и Петрова поступали письма читателей с просьбой разъяснить его содержание.
Как отмечала критика, «беда не только в том, что многие читатели не поняли фельетона. Ошибка авторов — ошибка литературного приема. Фельетон разработан так, что типическое исключение звучит, как типическое правило».

## Другие использования
Аббревиатурой «КЛООП» авторы воспользовались также в фельетоне «Когда уходят капитаны», повествуя о том, как некий литературный халтурщик «отправляется на товарищеский варенец, имеющий быть в конференц-зале Москоопклоопкустсоюза».

## В культуре
- Герои фильма «Светлая личность», снятого по одноименной повести, работают в «КЛООПе» (в повести учреждение носит название «Пищ-Ка-Ха» — Пищеславское коммунальное хозяйство).
- В фильме «Служебный роман» при входе в учреждение, где работают герои фильма, висит вывеска «Нии Чего при КЛООПе» (одновременная отсылка к произведениям братьев Стругацких и Ильфа/Петрова).